# Carta de Zaragoza

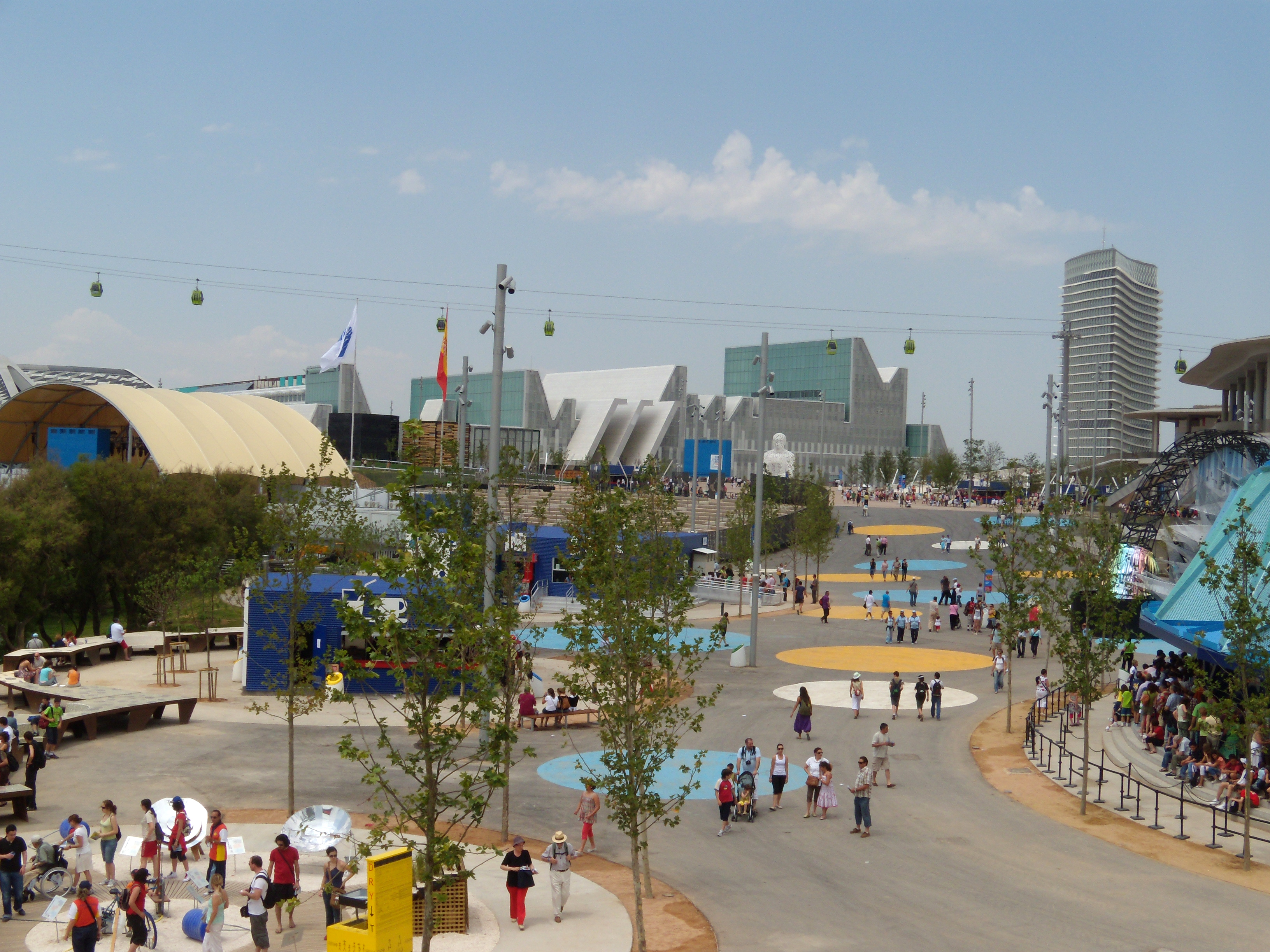
Vista general de la Expo 2008.

La Carta de Zaragoza es una declaración fruto de la Expo de Zaragoza de 2008 en la cual se recogen las reflexiones de los 93 días de la Exposición Internacional. Fue presentada por Federico Mayor Zaragoza en la ceremonia de clausura del evento.
La Carta de Zaragoza sintetiza todas las propuestas realizadas en la "Tribuna del Agua" de la Expo en torno al tema "agua y desarrollo sostenible". El texto está dividido en dos partes que sintetizan recomendaciones sobre el uso del agua. Por un lado están las afirmaciones de carácter universal (Parte A) y por otro las dirigidas en concreto a "poderes públicos, usuarios del agua y ciudadanos" (Parte B). De ambas los aspectos más importantes, según Eduardo Mestre -director de la Tribuna del Agua de Expo Zaragoza 2008-, son los siguientes:
- Reconocimiento del acceso al agua potable como un derecho universal.
- Creación de la Agencia Mundial del Agua.

El contenido de esta iniciativa no estuvo exento de críticas, en las que se señalaba que la síntesis final de la exposición había sido influenciada por sectores no especialistas en agua, y que algunas de las conclusiones que se exponen tienen intereses económicos y políticos.
La carta fue trasladada a diversos organismos, como la ONU, la Oficina Internacional de Exposiciones o el Gobierno de España, para que se impulsen las medidas que en ella se recogen. Además, Chunta Aragonesista la tradujo al idioma aragonés y al idioma catalán, por ser lenguas propias e históricas de Aragón.